# دومبي وابنه
دومبي وابنه (بالإنجليزية: Dombey and Son)‏ هي رواية بقلم تشارلز ديكنز، التي نشرت في أجزاء شهرية من 1 أكتوبر 1846 إلى 1 أبريل 1848 ثم نشرت في مجلد واحد عام 1848. العنوان الكامل هو المعاملات بما يتعلق بشركة دومبي وابنه لتجارة الجملة والتجزئة والتصدير (بالإنجليزية: Dealings with the Firm of Dombey and Son: Wholesale, Retail and for Exportation)‏. بدأ ديكنز كتابة هذا الكتاب في لوزان في سويسرا قبل أن يعود إلى إنجلترا عبر باريس لإنجاز الكتاب. وقدمت الرسوم التوضيحية بريشة هابلوت نايت براون.

## أصلها
نُشرت رواية دومبي وابنه ضمن أجزاء شهرية من 1 أكتوبر 1846 إلى 1 أبريل 1848 ثم صدرت في مجلد واحد في عام 1848. عنوانها الكامل هو: التعامل مع شركة دومبي وابنه: تجارة الجملة والتجزئة والتصدير. بدأ ديكنز في كتابة الرواية في لوزان، سويسرا، قبل أن يعود إلى إنجلترا، عبر باريس، لاستكمالها.

## ملخص الحبكة
تدور القصة حول بول دومبي، مالك شركة الشحن التي تحمل عنوان الكتاب، والذي كان يحلم دائمًا بأن يكون له ابن يكمل عمله من بعده. تبدأ الرواية بولادة الابن ووفاة زوجة دومبي بعد وقتٍ قصيرٍ من الولادة. وظّف دومبي ممرضة مُرضِعة تدعى السيدة ريتشاردز (تودل) وذلك اتباعًا لنصيحة السيدة لويزا تشيك (أخته). دومبي لديه بالفعل ابنة تدعى فلورنس وتبلغ من العمر 6 سنوات، لكنه كان يهملها باستمرارٍ، باعتبارها لم تكن الصبي المنشود الذي كان يرغب به. تذهب السيدة ريتشاردز في أحد الأيام مع فلورنس وخادمتها سوزان نيبر، بزيارةٍ سريةٍ إلى منزل السيدة ريتشاردز في حدائق ستاجز حتى تتمكن من رؤية أطفالها. انفصلت فلورنس عنهم خلال الرحلة، واختُطفت لفترةٍ قصيرةٍ من قبل السيدة براون، قبل أن تعيدها إلى الشوارع مرةً أخرى. ثم ذهبت إلى مكتب دومبي وابنه في المدينة وهناك عُثر عليها وأُحضِرت إلى المنزل عن طريق والتر جاي، وهو موظف لدى السيد دومبي، الذي عرّفها أولًا على عمه، صانع أدوات الملاحة سولومون جيلز.
سُميّ الطفل بول على اسم والده، وقد كان ضعيفًا ومريضًا، وغير منسجم مع الآخرين بشكل طبيعي؛ فأطلق عليه الكبار لقب «قديم الطراز». إنه مُتعلقٌ بشدة بشقيقته فلورنس، التي أهملها والدها عن عمد باعتبارها غير مهمة بالنسبة له. أُرسِل بول إلى شاطئ البحر في برايتون بهدف الاهتمام بصحته، وهناك أقام هو وأخته مع السيدة بيبشين. يقرر السيد دومبي أن يُبقي على بول في برايتون نتيجةً لبداية صحته بالتحسن، وهناك تلقى تعليمه في مدرسة السيدة الدكتورة بليمبر، إذ خضع هو والأولاد الآخرون لتعليمٍ مكثفٍ ومُرهقٍ تحت وصاية السيد فيدر الحامل لشهادة البكالوريوس وكورنيليا بليمبر. ومن هنا أصبح بول صديقًا لأحد التلاميذ، وهو السيد توتس الذي يتصف بأنه ودود ولكن ضعيف الأفق. 
تتدهور صحة بول أكثر في هذا «البيت الكبير» وتوفي في النهاية، عندما كان عمره 6 سنوات فقط. يدفع دومبي ابنته بعيدًا عنه بعد وفاة ابنه، بينما كانت تحاول دون فائدةٍ أن تكسب حبه. وفي تلك الأثناء، طُرد والتر الشاب من عمله ليشغل منصب صغير في مكتبٍ للمحاسبة في باربادوس، من خلال التلاعب بالمدير السري للسيد دومبي، السيد جيمس كاركير، «صاحب الأسنان البيضاء»، الذي رآه كمنافسٍ محتملٍ له بعد ارتباطه بفلورنس. أفادت التقارير أن قاربه قد فُقد وأنه غرق. يغادر عم والتر مكانه بحثًا عن والتر، تاركًا صديقه الكابتن إدوارد كاتل في موقع المسؤولية عن السفينة الحربية. وفي الوقت نفسه، تُترك فلورنس الآن لوحدها مع عددٍ قليلٍ من أصدقائها للحفاظ على شركتها.
يذهب دومبي إلى ليمينغتون سبا مع صديقه الجديد الرائد جوزيف بي. باغستوك. يتعمّد الرائد إقامة علاقة صداقة مع دومبي ليغيظ جارته، الآنسة توكس، التي أصبحت تعامله ببرودة بسبب آمالها -من خلال صداقتها الوثيقة مع السيدة تشيك- في الزواج من السيد دومبي. وهناك، تعرَّف دومبي عن طريق الرائد على السيدة سكوتون وابنتها الأرملة، السيدة إديث غرانغر. اعتبر السيد دومبي، الذي كان يبحث عن زوجةٍ جديدةٍ له منذ وفاة ابنه، أن إديث هي امرأة مناسبة بالنّظر إلى مؤهلاتها وارتباطاتها العائلية؛ لقد شُجِّع من قبل الرائد ووالدتها الجريئة، لكن من الواضح أنه لم يكن يشعر بالعاطفة نحوها.

## روابط خارجية
- دومبي وابنه على موقع الموسوعة البريطانية (الإنجليزية)